# Gerard van Westerloo (keramist)
Gerard van Westerloo (Amsterdam, 5 augustus 1942) is een Nederlandse keramist, beeldhouwer en schilder.

## Leven en werk
Van Westerloo werd geboren in Amsterdam als zoon van Gerhardus Petrus van Westerloo, reclame- en decoratieschilder, en Elza Kesselaar. Hij is de broer van de keramiste Els van Westerloo. Van Westerloo kwam als arbeidstherapeut tijdens zijn vervangende dienstplicht in aanraking met klei. Hij volgde een opleiding aan de Gerrit Rietveld Academie (1968-1971), als leerling van Jan van der Vaart. In de ontwikkeling van zijn keramische kleinplastieken is een snelle overgang van het abstracte naar het realisme te zien.
Van Westerloo en zijn zus maakten hun keramisch werk bij het Atelier Steengoed in Amsterdam. In 1976 vestigde hij zich in Frankrijk. Zijn werk is opgenomen in de collecties van onder andere het Stedelijk Museum, Amsterdam, het Centraal Museum Utrecht, het keramiekmuseum Princessehof Leeuwarden, het Instituut Collectie Nederland (ICN) en in vele particuliere collecties.

## Afbeeldingen

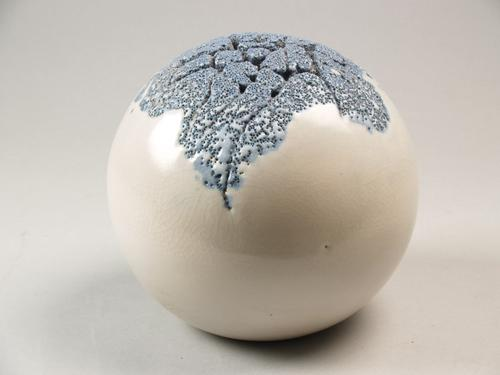
Object in vorm van een gladde witte bol met aan de bovenkant een blauw geglazuurd korstvormig decor (1971)
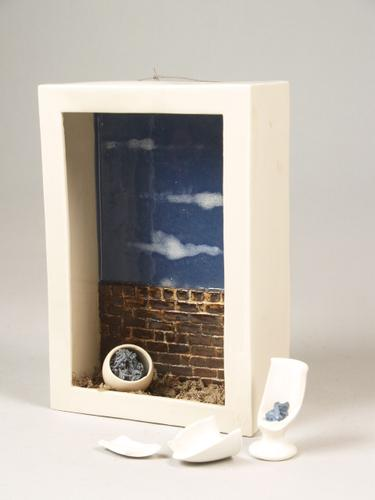
Kastje (1972)
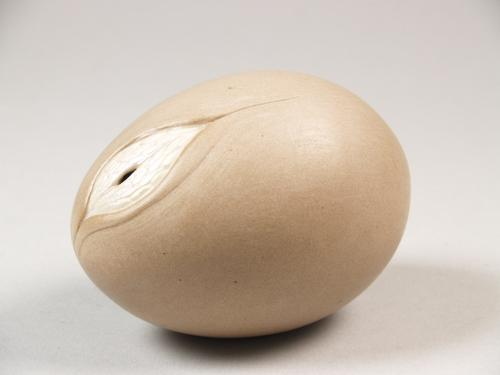
Ei (1973)